# Rio Bordul (Cerna)
O Rio Bordul é um rio da Romênia afluente do Rio Cerna, localizado no distrito de Hunedoara.